# Tempe Golf Club
De Tempe Golf Club is een golfclub in Bloemfontein, Zuid-Afrika. De club werd opgericht in 1902 en heeft een 9-holes golfbaan met een par van 72.
De club ontving in 1905 het Zuid-Afrikaans Open, een golftoernooi, en het was ook de enige toernooi dat de club ontving. De golfbaan wordt alleen bespeeld voor de heren.

## Golftoernooien
- Zuid-Afrikaans Open: 1905

## Trivia
De Tempe Golf Club is een van de weinige golfclubs in Zuid-Afrika die een grote golftoernooi ontving voor een 9-holesbaan. De Mooinooi Golf Club behoort ook bij de lijst en ontving in 1996 de Platinum Classic.